# Burke's Law
Burke's Law is een Amerikaanse politieserie, bestaande uit 81 afleveringen die tussen 1963 en 1966 voor het eerst te zien waren. De serie kent drie seizoenen en de hoofdrollen werden vertolkt door Gene Barry, Gary Conway, Regis Toomey en Leon Lontoc. Vanaf 1965 was de serie ook in Nederland te zien.
In 1965-1966 werden 30 afleveringen van de spin-offserie Honey West uitgezonden.
Amos Burke is rechercheur bij de politie van Los Angeles. Daarnaast is hij ook miljonair, compleet met Rolls Royce en chauffeur, een landhuis plus bijbehorende levensstijl.
De setting van de serie was dan ook vooral erg glamoureus, en kende onverwachte plotwendingen, die altijd met een moord te maken hadden. Vele bekende namen speelden een gastrol. Na enkele seizoenen werd de serie echter drastisch gerestyled. Burke verliet de politie en sloot zich aan bij de US Intelligence. Ook de naam van de show veranderde, en was voortaan Amos Burke - Secret Agent.
Gastrollen werden onder meer vertolkt door Barbara Eden, Agnes Moorehead, Telly Savalas, Don Rickles, Zsa Zsa Gabor, George Hamilton, Ricardo Montalban en Elizabeth Montgomery.
In de jaren 1994-1995 verscheen een hernieuwde serie, weer onder de naam Burke's Law. Hiervan werden 27 afleveringen uitgezonden, met wederom Gene Barry in de hoofdrol.